# Maurice Carême
Maurice Carême (12. května 1899 Wavre – 13. ledna 1978 Anderlecht-Brusel) byl belgický spisovatel a básník, píšící francouzsky, jehož jednoduchý a muzikální styl tvorby mu zajistil velký úspěch u čtenářů všech věkových kategorií.

## Život
Narodil se v malém městě Wavre v regionu Brabant-Wallon v Belgii, kde jeho otec Joseph byl malíř a dekoratér na stavbách a matka Henriette Art provozovala obchod s potravinami. Jeden z jeho dědečků prodával zboží cikánským karavanám. Měl čtyři sourozence, z nichž jeden (sestra) zemřel záhy po narození a druhý (bratr) se nedožil ani prvního roku. Zůstali mu jen dva sourozenci, sestra Germaine, nar. 1901 a bratr Georges, nar. 1904.
Maurice prožil velmi šťastné dětství, ke kterému se často vracel ve svých básních. První báseň, kterou napsal ve svých 15 letech v roce 1914, byla inspirována jeho dětskou láskou jménem Bertha Detry. Ve stejném roce získal prospěchové stipendium na "École Normale" v Tirlemontu. Jeho učitel Julien Kuypers mu dodával odvahu k psaní a seznámil ho se současnou poezií.
V roce 1918 Maurice Carême opustil rodné město a stal se učitelem na základní škole na dnešním předměstí Bruselu, v Anderlechtu. V r. 1919 založil literární časopis Naši mladí (Nos Jeunes), přejmenovaný v r. 1920 na Nezávislou revue (La Revue indépendante) a přispíval i do dalších literárních časopisů.
V roce 1924 se oženil se svojí kolegyní, též učitelkou, Andrée Gobron, které pak, pro její živou povahu, věnoval báseň s názvem Caprine (v překl. samička kozího plemene). Od té doby jí tak začali říkat všichni jejich známí. I ona sama přestala používat své křestní jméno Andrée a na veřejnosti začala vystupovat jako Caprine Carême. Krátce po svatbě vydal autor svoji první sbírku básní s názvem 63 obrázků pro husí hru (63 illustrations pour un jeu de l'oie) 1925 (pozn. "husí hra" je společenská hra podobná našemu Člověče, nezlob se). Po jedné návštěvě fotbalového zápasu na místním stadionu začal Maurice Carême psát svůj první román Utrpení sportovního fanouška (Le Martyre d'un supporter) 1928. V manželství se začaly projevovat neshody a těžkosti, které byly způsobeny velmi rozdílnou rodinnou výchovou obou partnerů. Zklamání ze vztahu s Caprine se odrazilo ve sbírce Písně pro Caprine (Chansons pour Caprine) 1930. Manželství ale úředně trvalo dále.

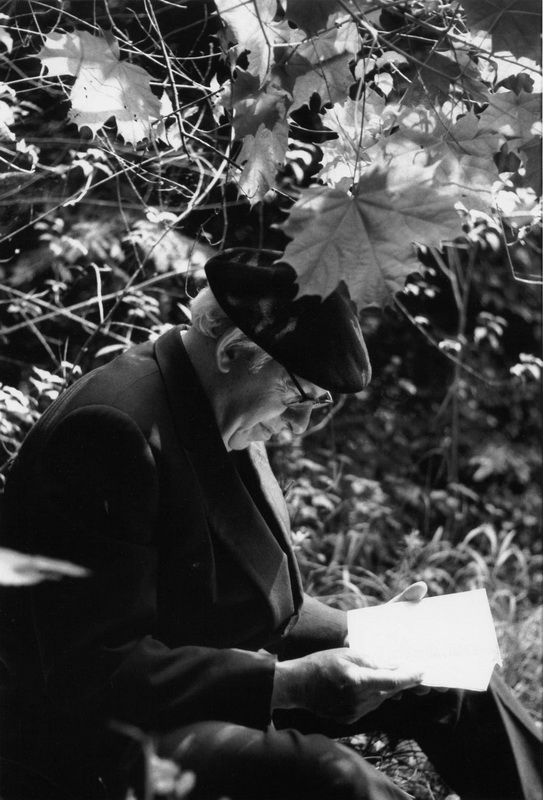
Maurice Carême v létě 1969 v Orvalu (Bois le Baty), foto: Jeannine Burny

V letech 1925 – 1930 byl básník a spisovatel ovlivněn uměleckými směry surrealismem a futurismem. Od r. 1932 však dával ve své tvorbě přednost soudobým literárním směrům a odklonil se od předchozích vlivů. Svá díla tvořil jednoduchou, ale velice propracovanou formou s důrazem na melodičnost textu. V r. 1931 se stal jedním ze zakladatelů Časopisu básníků (Journal des poètes) V r. 1933 ukončil studia přednesu na bruselské konzervatoři.
V témže roce 1933 postavil na třídě Nellie Melba dům s bílou omítkou v brabantském stylu, kterému se hned začalo říkat Bílý dům (La Maison blanche), v němž manželé žili více než 40 let. V r. 1975 se stal dům sídlem Nadace Maurice Carême (Foundation Maurice Carême) a po jeho smrti v r. 1978 Museem Maurice Carême (Musée Maurice Carême). Autor velmi miloval svoji matku, která znala francouzské spisovatele a básníky a četla svým dětem LaFontainovy bajky, což mělo jistě i určitý vliv na výběr povolání jejího syna. Věnoval jí své dílo Matka (Mère) 1935.
Od r. 1943 se autor začal plně věnovat literatuře. S typickým baretem na hlavě, tlumokem přes rameno a zápisníkem v ruce se toulal od jara do podzimu přírodou a zapisoval si náměty, nápady a pořizoval nákresky. V zimě se pak vracel ke svým zápiskům a upravoval svá díla do konečné podoby.
Třetí důležitou ženou jeho života, která ho povzbuzovala v práci a inspirovala ho, byla jeho dlouholetá spolupracovnice a sekretářka Jeannine Burny. Spřátelil se s ní v r. 1943 a později jí věnoval svoji sbírku básní s názvem Rozmilá (La bien-aimée) 1965. Jeannine Burny pak po jeho smrti napsala a vydala knihu s názvem Den odchází vždy příliš brzy: po stopách Maurice Carême (Le jour s'en va toujours trop tôt: sur les pas de Maurice Carême) 2007. V současné době je předsedkyní Nadace Maurice Carême a udržuje Museum Maurice Carême.
Od r. 1954 navštěvoval autor letní pobyty v klášteře d'Orval. Tam si prohluboval znalosti děl velkých mystiků a filosofů, indických a čínských nauk a učení Zen. I tyto zkušenosti a nabyté vědomosti se pak projevily v jeho tvorbě.
V květnu r. 1972 mu byl v pařížské kavárně Procope (Café Procope) udělen titul Kníže básníků (Prince des poètes), který směl užívat až do své smrti.
Důležitou součástí autorovy tvorby se stala literatura pro děti, do které patří i známá sbírka básní Kouzelná lucerna (La lanterne magique) 1947. V autorově díle je velmi oceňována jeho láska a cit pro děti, které ho milovaly. Smutnou skutečností proto zůstal fakt, že jeho manželství bylo bezdětné.
I když byl také spisovatelem a básníkem velikosti i utrpení člověka, jeho dílo svojí jednoduchou a melodickou formou vyjadřuje především radost ze života, která ale nepostrádá i určitou vážnost. Nepřestával svou tvorbou inspirovat hudebníky, skladatele i zpěváky, mezi nimiž byli např. Darius Milhaud, Francis Poulenc, Henri Sauget, Florent Schmitt, Marcel Delannoy  a další. Jeho dílo bylo přeloženo do mnoha jazyků, ilustrováno známými malíři a grafiky a oceněno mnoha cenami v Belgii i v zahraničí. Překládal též do francouzštiny díla nizozemských autorů a básníků píšících ve vlámštině.
Zemřel ve věku 78 let a je pochován ve Wavre v Belgii.
V Jardin des Poètes (Zahrada básníků) v Paříži (16. obvod) je deska s autorovými verši
Eh oui! Je le sais bien!
Je n'emporterai rien,
Pas même l'ombre d'un nuage,

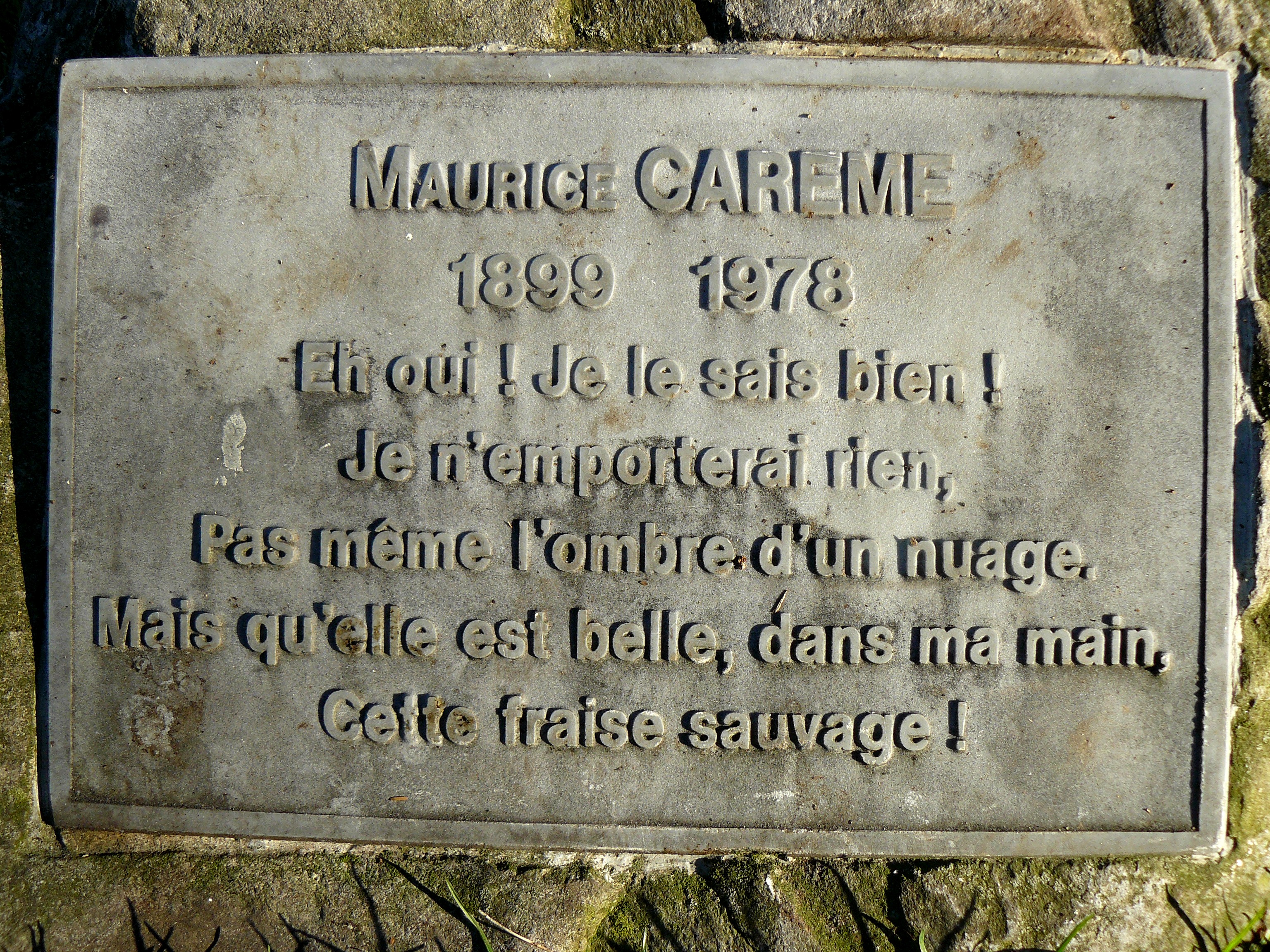
Verše Maurice Carêma v Jardin des Poètes

Mais, qu'elle est belle, dans ma main,
Cette fraise sauvage!"
v překladu Tomáše Jacka:
"Ale ano, vždyť já vím,
nevezmu si s sebou nic, ba ani
jediného mraku stín.
Jenže je tak krásná, hleďte na ni,
tahle lesní jahoda v mé dlani..."

## Dílo

### Poezie
- 63 illustrations pour un jeu de l'oie 1925,
- Písně pro Caprine (Chansons pour Caprine) 1930,
- Matka (Mère) 1935,
- Kouzelná lucerna (La Lanterne magique) 1947,
- Malé legendy (Petites légendes) 1949,
- Výbor básní (Choix de poèmes) 1953,
- Rozmilá (La Bien-aimée) 1965,
- Básnická antologie (Florilège poétique) 1969,
- Mezi dvěma světy (Entre deux mondes) 1970,
- Severní moře (Mer du Nord) 1971,
- Papírový mlýn (Le Moulin de papier) 1973,
- Almanach nebe (Almanach du ciel) 1973,
- Rub zrcadla (L'envers du miroir) 1973,
- Chvalozpěvy (Complaintes) 1975,
- Básně pro malé děti (Poèmes pour les petits enfants) 1976,
- V měsíčním svitu (Au clair de la lune) 1977,
- Vzdorovat osudu (Défier le destin) 1987,
- Matka: následuj hlas ticha (Mère: suivi de la Voix du Silence) 1992,
- Delší než noc (De plus loin que la nuit) 1993,

po autorově smrti vyšlo:
- Ptáčník a jiné básně (L'oiseleur et autres poèms) 2003,
- A co pak dál (Et puis après) 2004,
- Být nebo nebýt (Être ou ne pas être) 2008,
- Nebe na vodě (Du ciel dans l'eau) 2010,
- Vzpomínky (Souvenirs) 2011
- Žonglér (Le jongleur) 2012.

### Romány a povídky
- Utrpení sportovního fanouška (Le Martyre d'un supporter) 1928 – román
- Království květin (Le Royaume des fleurs) 1934, česky Praha : SNDK, 1961 – kniha pro děti [2], zpracováno jako seriál a TV film
- Lancelot 1938 – pověst
- Povídky pro Caprine (Contes pour Caprine) 1948 – povídky
- Rokoková stuha (Le Ruban Pompadour) 1948 – povídky vydané pod pseudonymem d'Orladour
- Skleněná kulička (La Bille de verre) 1951 – román
- Díra v hlavě (Un Trou dans la tête) 1964 – román
- Médua 1976 – román
- Zámek nad mořem (Le Château sur la mer) 2008 – fantastické povídky

### Výbor z poezie
- Zvláštní květy (Étranges fleurs), česky a francouzsky, překlad: Tomáš Jacko, ilustrace: Ludvík Regner, doslov: Šárka Belisová, nakladatelství Aleš Prstek, Olomouc, 2013, ISBN 978-80-905515-0-3[3]

## Ceny

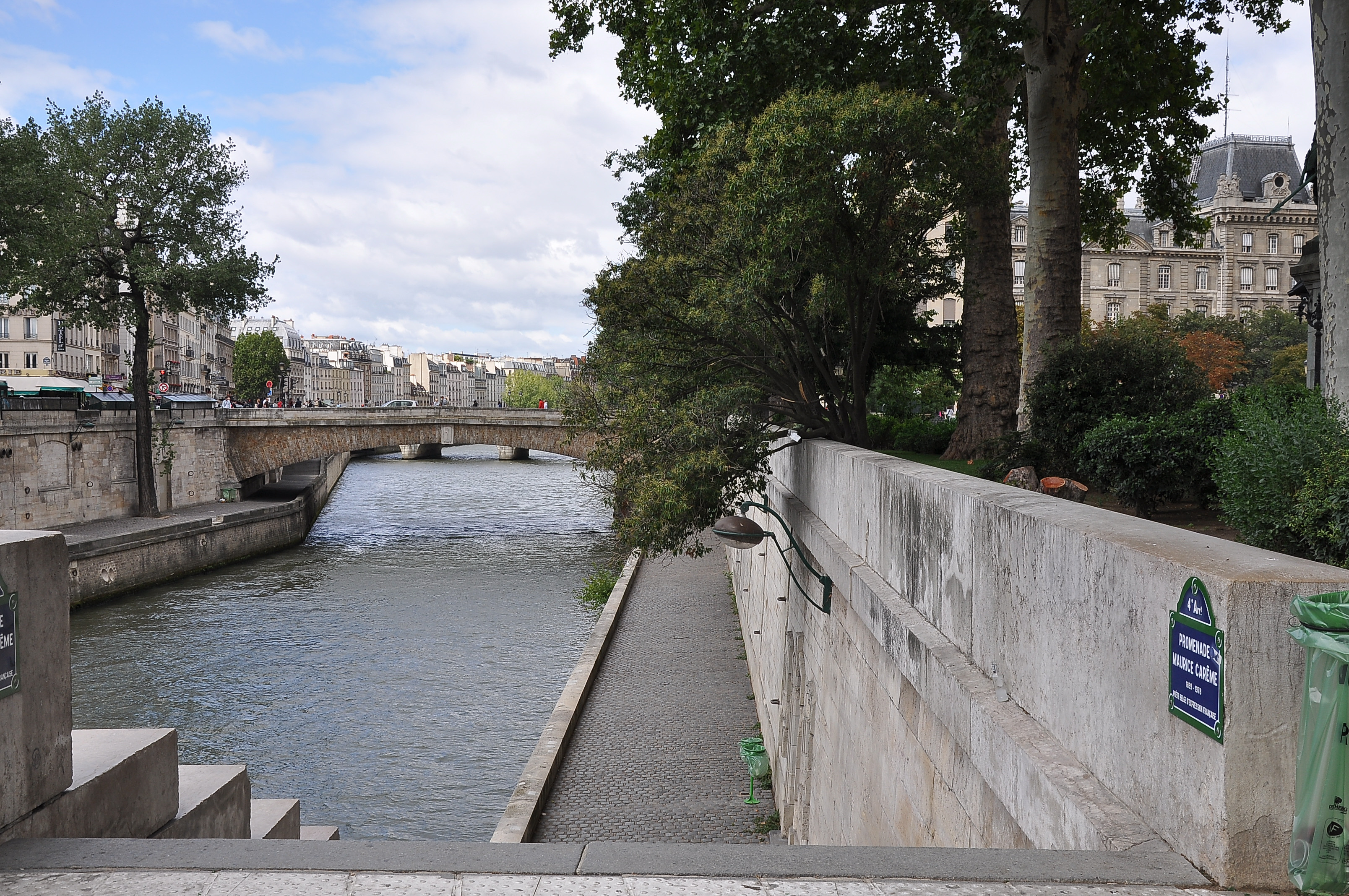
Promenáda Maurice Carême na břehu Seiny. V pozadí most Petit-Pont

Za literární dílo byly autorovi uděleny ceny
v Belgii
- Prix Triennal de poésie (1938) – Mère
- Prix Victor Rossel (1948),
- Prix de l'Académie française (1949, 1954),
- Prix international Syracuse  (1950),
- Prix populiste de poésie (1951),
- Médaille de la Ville de Sienne (1956),
- Prix Félix Denayer (1957),
- Prix de la poésie religieuse (1958),
- Prix du Président de la République française (1961),
- Prix de la Province de Brabant (1964),
- Prix de la traduction néerlandaise (1967),

v zahraničí
- Grand Prix International de poésie (1968, Francie),
- Prix européen (1976, Itálie) a další.